# Localidade

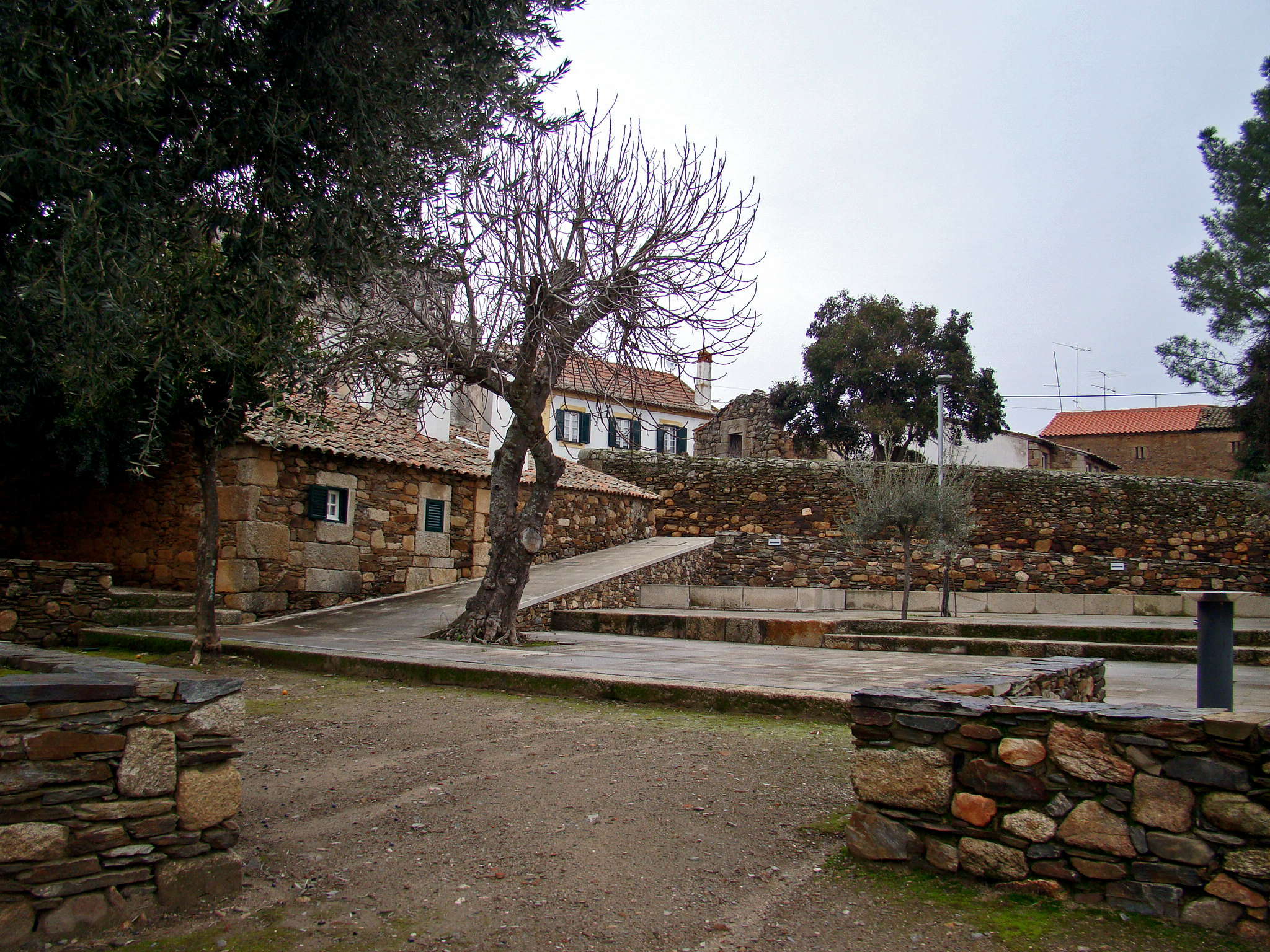
Localidade de Idanha-a-velha

Localidade é qualquer lugar designado pertencente a uma região.

## Portugal
Em Portugal, o termo localidade refere-se a um sitio, lugar ou povoação. As localidades podem ser definidas como lugares, aldeia, vilas ou cidades. Comumente confundido com freguesias, partes de cidade e localidades postais, não são sinónimos destas.  Embora possam coincidir geograficamente e toponimicamente nalguns casos, cada um possui uma definição e finalidade distintas. As localidades postais, que são parte do Código Postal, em cidade são o nome da cidade e o nome da freguesia em todas as restantes situações.

## Brasil
A partir da Resolução PR-68, de 31 de agosto de 1988, para uso do IBGE em seus levantamentos estatísticos ficou estabelecida a seguinte classificação e definição de tipos de localidades:
I – Capital Federal; II – Capital; III – Cidade; IV - Vila; V – Aglomerado Rural; e VI – Aldeia Indígena.
Ainda, conforme a resolução acima “localidade“ é todo lugar do Território Nacional onde exista um aglomerado permanente de habitantes”.

## Moçambique
Em Moçambique, chama-se localidade às subdivisões dos postos administrativos, a nível rural, e constituem o nível mais baixo de representação do Estado. Quando uma localidade se encontra urbanizada toma a designação de povoação. Nos distritos podem ainda existir outras formas urbanas de nível superior às povoações: as vilas e cidades. Estas subdivisões administrativas são dirigidas por um "Secretário" nomeado pelo Administrador do distrito a que pertencem.